# Phil Harres
Phil Harres, né le 25 mars 2002 à Datteln en Allemagne, est un footballeur allemand qui évolue au poste d'attaquant au Holstein Kiel.

## Biographie
Harres est formé dans les sections jeunes du Borussia Dortmund, de Bochum, de Hombrucher, du Preußen Münster et du Dynamo Dresde.
En 2021, il rejoint le SSV Ulm pour un prêt de deux ans, où il fait ses débuts en Regionalliga le 13 août lors d'un match nul 3-3 contre le FSV Francfort. Il marque son premier but le 11 septembre 2021, contre le Rot-Weiß Koblenz à la 92e minute.
De retour à l'été 2022 au Dynamo Dresde, il fait ses débuts en 3. Liga le 10 août 2022 contre le SC Verl et est peu de temps après prêté au FC Viktoria Berlin. L'année suivante, il est transféré au FC Homburg, où il termine meilleur buteur de la Regionalliga Südwest,.
Le 29 mai 2024, il est acheté par le Holstein Kiel, nouveau promu de Bundesliga,. Initialement assigné à l'équipe réserve, il rentre en jeu avec son nouveau club lors de la 8e journée de championnat contre Stuttgart. Il profite de ses 15 minutes de jeu pour délivrer une passe décisive à Armin Gigović et s'impose ensuite comme titulaire régulier au cœur de l'attaque de Kiel.

## Style de jeu
En tant que droitier, Harres peut jouer en tant qu'ailier droit ou en tant qu'avant-centre comme c'est le cas à Kiel sous la direction de Marcel Rapp (en). Selon le journal allemand Dattelner Morgenpost, il est connu pour sa « robustesse et ses courses profondes, qui rendent difficile la défense pour ses adversaires ».

## Statistiques

### Statistiques en club
| Saison                | Club                      | Championnat           | Championnat | Championnat | Championnat | Coupe(s) nationale(s) | Coupe(s) nationale(s) | Coupe(s) nationale(s) | Coupes régionales | Coupes régionales | Coupes régionales | Total | Total | Total |
| Saison                | Club                      | Division              | M.          | B.          | P.d.        | M.                    | B.                    | P.d.                  | M.                | B.                | P.d.              | M.    | B.    | P.d.  |
| 2020-2021             | SG Dynamo Dresden         | 3. Liga               | 0           | 0           | 0           | 0                     | 0                     | 0                     | 2                 | 0                 | 0                 | 2     | 0     | 0     |
| 2022-2023             | SG Dynamo Dresden         | 3. Liga               | 1           | 0           | 0           | 0                     | 0                     | 0                     | 0                 | 0                 | 0                 | 1     | 0     | 0     |
| Sous-total            | Sous-total                | Sous-total            | 1           | 0           | 0           | 0                     | 0                     | 0                     | 2                 | 0                 | 0                 | 3     | 0     | 0     |
| 2021-2022             | SSV Ulm (prêt)            | Regionalliga          | 34          | 8           | 1           | 1                     | 0                     | 0                     | 6                 | 9                 | 0                 | 41    | 17    | 1     |
| 2022-2023             | FC Viktoria Berlin (prêt) | Regionalliga          | 28          | 8           | 3           | 0                     | 0                     | 0                     | 6                 | 4                 | 0                 | 34    | 12    | 3     |
| 2023-2024             | FC Hombourg               | Regionalliga          | 34          | 24          | 2           | 3                     | 2                     | 0                     | 5                 | 2                 | 1                 | 42    | 28    | 3     |
| 2024-2025             | Holstein Kiel rés.        | Regionalliga          | 5           | 1           | 2           | -                     | -                     | -                     | -                 | -                 | -                 | 5     | 1     | 2     |
| 2024-2025             | Holstein Kiel             | Bundesliga            | 18          | 8           | 1           | 1                     | 0                     | 0                     | -                 | -                 | -                 | 19    | 8     | 1     |
| Total sur la carrière | Total sur la carrière     | Total sur la carrière | 120         | 49          | 9           | 5                     | 2                     | 0                     | 19                | 15                | 1                 | 144   | 66    | 10    |

## Palmarès
- Meilleur buteur de Regionalliga Sud-Ouest en 2023-2024 avec le FC Hombourg (24 buts)[12].